# 黃塤 (天順進士)
黃塤，字叔和，福建福州府闽县人，明朝政治人物。
景泰四年（1453年），福建癸酉乡试中舉。天順元年（1457年）丁丑科進士，擔任广西参议。